# Pont de Zelanda
El Pont de Zelanda (en neerlandès: Zeelandbrug és el pont més llarg dels Països Baixos. El pont travessa l'estuari de l'Escaut Oriental. Connecta a les illes de Schouwen-Duiveland i Noord-Beveland a la província de Zelanda.
El Pont de Zelanda va ser construït entre 1963 i 1965. En el moment de la seva finalització, va ser el pont més llarg d'Europa. Té una longitud total de 5.022 metres, i consta de 48 obertures de 95 metres, 2 obertures de 72,5 metres i un pont mòbil amb un ample de 40 metres.
La província de Zelanda va pagar per la construcció del pont i els seus costos van ser recuperats amb el cobrament de peatges els primers 30 anys.